# سوینگیشته (کورشوملییا)
سوینگیشته (به صربی: Svinjište) یک منطقهٔ مسکونی در صربستان است که در کورشوملیا واقع شده‌است. سوینگیشته ۴۱ نفر جمعیت دارد.